# 低聚物

甘油与具有环氧基团的醇反应，生成低聚甘油的过程

低聚物（oligomer）又称低聚体、寡聚物、寡聚体或寡体，指的是由较少的重复单元所组成的聚合物，其相对分子质量介于小分子和高分子之间。其英语为“oligomer”词头oligo来自于希腊语的ολιγος，意为“一些”。不同的研究者对于低聚物的范围有着不同的定义，一般指的由10-100个以內重复单元所组成的聚合物。油脂类的物质有很多都是低聚物，比如机油、润滑油、液体石蜡乃至食用油。低聚物可以用作塑化剂用于PVC的加工中。

## 性质
常见的低聚物可根据重复单元的数量分为二聚物（dimer）、三聚体(trimer)、四聚体（tetramer）等。它们和高分子在物理性质上的最大差别是相对分子质量。由于低聚物的相对分子质量较小，易于溶解于溶剂中，且可以熔化。结构上增减一个单元都会对低聚物的性质产生较大的变化，而对高聚物的影响就小得多。
低聚物一般出现在逐步聚合反应的初期，此时众多具有可相互反应的官能团（如羧酸和醇）的单体彼此互相反应，生成了大量的二聚体、三聚体等，之后随着反应的继续，二聚体与三聚体之间再逐步反应生成高分子。如果在初期阶段就停止反应，便可得到所需分子量的低聚物，反应程度和所得聚合物平均分子量的关系由卡罗瑟斯方程给出。低聚物还可能会在高分子的降解或链转移反应较多的链式聚合中形成。

## 示例
在乙烯和其它石化产品的生产过程中，会生成“绿油”，这种混合物是C2、C3、C4有机物在加氢反应器中形成的低聚物。烯烃的低聚会生成绿油。